# Zofia Leszczyńska
Zofia Leszczyńska, z domu Hora (ur. 2 kwietnia 1926 w Tarnowie, zm. 20 października 2016) – polska historyk, archiwistka, oficer Armii Krajowej.

## Życiorys
Urodziła się 2 kwietnia 1926 w Tarnowie. Była córką Marii i Władysława Hora.
Podczas II wojny światowej działała w Armii Krajowej w Obwodzie Puławy, rejon 10. Mianowana na stopień podporucznika AK.
Po wojnie ukończyła szkołę średnią w Lublinie i podjęła studia historyczne na Katolickim Uniwersytecie Lubelskim, które ukończyła w 1952 z tytułem magistra filozofii w zakresie historii. Jeszcze podczas studiów na początku 1948 podjęła pracę w Państwowym Muzeum na Majdanku. Od 1950 kierowała Działem Dokumentacji, później przekształconym w Dział Archiwum Państwowego Muzeum na Majdanku, którego była kierownikiem do 1983. Publikowała prace w zakresie historii obozu na Majdanku. Jej artykuły ukazywały się w periodyku „Zeszyty Majdanka”. W 1983 przeszła na emeryturę. Od tego czasu zajmowała się także badaniem komunistycznego systemu wojskowego wymiaru sprawiedliwości w PRL i represjami wobec działaczy niepodległościowych od 1944 do 1956. Czyniła starania na rzecz upamiętnienia ofiar zbrodni komunistycznych. Była inicjatorką ustanowienia na kaplicy przy ul. Unickiej w Lublinie ok. 280 tablic upamiętniających ofiary zbrodni totalitarnych z lat 1944–1956.
Zmarła 20 października 2016.

## Publikacje
- Kronika obozu na Majdanku (1980)[2]
- Lubelski panteon żołnierzy wyklętych (1991, współautorka)[4]
- Obwieszczenia śmierci w dystrykcie Lubelskim (1994)[5]
- Straceni na Zamku Lubelskim. Dokumenty procesu 11 żołnierzy AK (kwiecień 1945) (1995)[2]
- Transport więźniów chorych i kalek przeniesionych z obozu koncentracyjnego Dachau na Majdanek 7 stycznia 1944 roku (w: „Zeszyty Majdanka” T. 20/1999)[6]
- „Ginę za to, co człowiek najgłębiej ukochać może”. Skazani na karę śmierci przez sądy wojskowe na Zamku Lubelskim (1944–1945) (t. I 1998, t. II 2003)[2]
- Kobiety Lubelszczyzny represjonowane w latach 1944–1956 (t. I 2002, współautorka)[2]
- Prokuratorzy i sędziowie lubelskich sądów wojskowych 1944–1955 (2006)[7]
- Grypsy z Zamku Lubelskiego 1939–1944 (2015)[8]

## Odznaczenia
- Krzyż Oficerski Orderu Odrodzenia Polski (postanowieniem prezydenta RP Lecha Kaczyńskiego z 26 maja 2007 za wybitne zasługi dla niepodległości Rzeczypospolitej Polskiej, za trud i poświęcenie włożone w dokumentowanie historii walki cywilnej i zbrojnej przeciw zniewoleniu komunistycznemu, a szczególnie działań niepodległościowych kobiet)[9]
- Krzyż Kawalerski Orderu Odrodzenia Polski[2][3]
- Srebrny Krzyż Zasługi[1]
- Krzyż Armii Krajowej[2]
- Medal Komisji Edukacji Narodowej[2]
- Złoty Medal „Opiekun Miejsc Pamięci Narodowej”[3]
- Odznaka „Zasłużony Działacz Kultury”[1]
- Złota Odznaka „Za opiekę nad zabytkami”[1]
- Honorowa Odznaka Zasłużony dla Lubelszczyzny[1]
- Honorowa Odznaka Zasłużonego dla Lubelszczyzny[3]
- Honorowa Odznaka Zasłużony dla Miasta Lublina[1]
- Kustosz Pamięci Narodowej (2004, za aktywny udział w upamiętnianiu historii Narodu Polskiego w latach 1939–1989)[2][3]